# Canoa/kayak ai Giochi della XVII Olimpiade - C2 1000 metri maschile
La competizione del C2 1000 metri di Canoa/kayak ai Giochi della XVII Olimpiade si è disputata nei giorni dal 26 al 29 agosto 1960 nel bacino del Lago Albano a Castel Gandolfo.

## Programma
| Data           | Round      | Nota                                        |
| -------------- | ---------- | ------------------------------------------- |
| 26 agosto 1960 | 2 Batterie | I primi 3 in finale. I restanti ai recuperi |
| 27 agosto 1960 | 1 Recupero | I primi 3 in finale                         |
| 29 agosto 1960 | Finale     |                                             |

## Risultati

### Batterie
| Pos. | Nazione          | Atleti                          | Tempo   |
| ---- | ---------------- | ------------------------------- | ------- |
| 1    | Unione Sovietica | Leanid Hejštar Serhij Makarenko | 4'27"29 |
| 2    | Italia           | Aldo Dezi Francesco La Macchia  | 4'29"24 |
| 3    | Romania          | Igor Lipalit Dumitru Alexe      | 4'31"33 |
| 4    | Cecoslovacchia   | Jiří Kodeš Václav Vokál         | 4'38"59 |
| 5    | Germania         | Willi Mehlberg Werner Ulrich    | 4'39"44 |
| 6    | Bulgaria         | Marin Gopov Toma Sokolov        | 4'39"68 |

| Pos. | Nazione     | Atleti                        | Tempo   |
| ---- | ----------- | ----------------------------- | ------- |
| 1    | Ungheria    | Imre Farkas András Törő       | 4'29"42 |
| 2    | Francia     | Georges Turlier Michel Picard | 4'29"76 |
| 3    | Austria     | Kurt Liebhart Herwig Dirnböck | 4'42"43 |
| 4    | Canada      | John Beedell Joseph Derochie  | 4'47"82 |
| 5    | Stati Uniti | Arnold Demus Richard Moran    | 4'59"15 |

### Recupero
| Pos. | Nazione        | Atleti                       | Tempo   |
| ---- | -------------- | ---------------------------- | ------- |
| 1    | Cecoslovacchia | Jiří Kodeš Václav Vokál      | 4'44"20 |
| 2    | Bulgaria       | Marin Gopov Toma Sokolov     | 4'48"06 |
| 3    | Germania       | Willi Mehlberg Werner Ulrich | 4'50"23 |
| 4    | Canada         | John Beedell Joseph Derochie | 5'02"14 |
| DQ   | Stati Uniti    | Arnold Demus Richard Moran   | 5'03"83 |

### Finale
| Pos.    | Nazione          | Atleti                          | Tempo   |
| ------- | ---------------- | ------------------------------- | ------- |
| Oro     | Unione Sovietica | Leanid Hejštar Serhij Makarenko | 4'17"04 |
| Argento | Italia           | Aldo Dezi Francesco La Macchia  | 4'20"77 |
| Bronzo  | Ungheria         | Imre Farkas András Törő         | 4'20"89 |
| 4       | Romania          | Igor Lipalit Dumitru Alexe      | 4'22"36 |
| 5       | Cecoslovacchia   | Jiří Kodeš Václav Vokál         | 4'27"66 |
| 6       | Bulgaria         | Marin Gopov Toma Sokolov        | 4'31"52 |
| 7       | Germania         | Willi Mehlberg Werner Ulrich    | 4'31"68 |
| 8       | Francia          | Georges Turlier Michel Picard   | 4'35"48 |
| 9       | Austria          | Kurt Liebhart Herwig Dirnböck   | 4'43"70 |